# 道の駅あらい

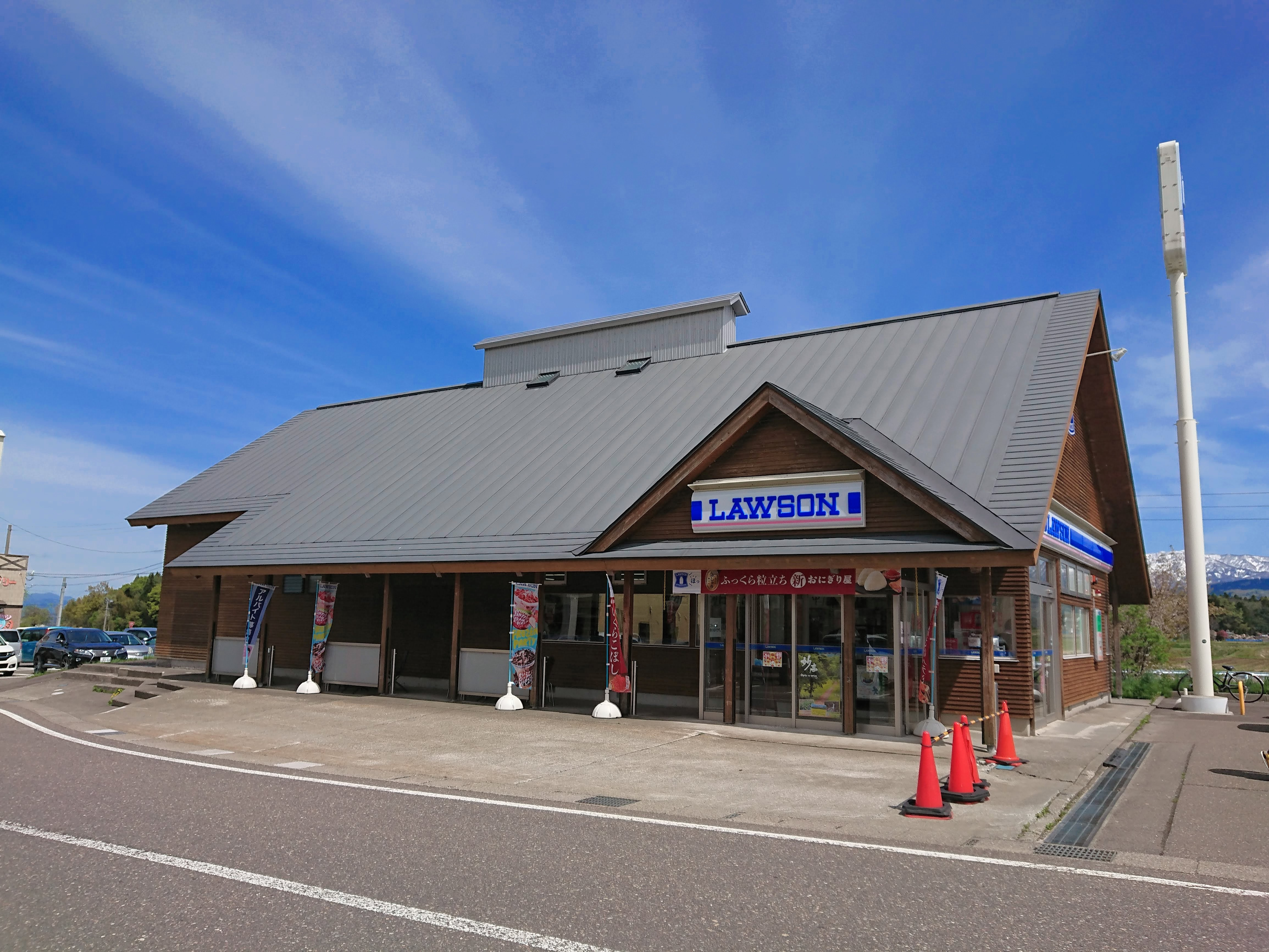
ローソン 道の駅あらい店

道の駅あらい（みちのえき あらい）は、新潟県妙高市大字猪野山にある国道18号の道の駅である。
上信越自動車道の新井パーキングエリア/スマートICに隣接しており、同PAからもハイウェイオアシスとして利用できる。

## 歴史
- 1999年（平成11年）8月27日 - 道の駅に登録される。
- 2000年（平成12年）8月 - 開業（開業時の所在地は新井市）[2]。当初は駐車場・トイレ・くびき野情報館（インフォメーション）・各種レストランのみ。
- 2015年（平成27年）1月30日 - 「駐車場立体化によるスノーシェルターやメガソーラーと電気自動車を活用した災害時の電力供給など、防災拠点」を理由として、重点「道の駅」に選定される[3]。
- 2020年（令和2年）7月23日 - 農業振興施設「四季彩館みょうこう」を核とし、防災広場なども備えた国道18号東側の拡張部がオープン[4][5][6]。
- 2021年（令和3年）6月11日 - 防災と災害支援活動の拠点としての「防災道の駅」に選定される（新潟県内で唯一の選定）[7][8]。

## 施設
- ITSスポット
- 駐車場
  - 大型車：16台
  - 普通車：107台
  - 身障者：6台
- トイレ
  - 男：大 4器（2器）、小 8器（5器）
  - 女：9器（5器）
  - 身障者用：2器（1器）

※（）内は、24時間利用可能

### 中核施設
新井PA・スマートIC側（国道18号西側）
- くびき野情報館[2]（9:00 - 21:00、売店のみ9:30 - 16:30）
- 四季彩館ひだなん[2]
  - 直売所（平日：8:30 - 17:30、土日祝日：8:00 - 17:30）
  - 食事処（11:00 - 15:30）

国道18号東側
- 四季彩館みょうこう[2] - 芝生広場（防災広場）とチェーン着脱場（冬季のみ）を併設[6]。
  - 観光案内所（9:00 - 18:00）
  - 農産物直売所[6]（平日：9:00 - 17:30、土日祝日：9:00 - 18:00）
  - 漁師直営 魚祭 四季彩館みょうこう店[6]（11:00 - 16:30）

### その他の施設
- きときと寿司 あらい道の駅店
- カンパーナあらい
- 珈琲&窯焼ピッツア 窯右衛門
- 日本海鮮魚センター新井店
- すき家 あらい店
- ラーメン翔 道の駅あらい店
- 昭和の味 中華そば 麦
- ごはん処 食堂ミサ あらい道の駅店
- えちごん亭
- カフェ&ベーカリー パトラッシュ
- スーパーホテル 新井・新潟
- ローソン 道の駅あらい店
- コインランドリーハッピー・コインおむすび精米機

### 管理団体
設置・整備者
- 国土交通省北陸地方整備局
- 妙高市

指定管理者
- 妙高ふるさと振興株式会社（くびきの情報館）
- 株式会社ひだなん（四季彩館ひだなん）
- 株式会社みょうこう未来創造商社（四季彩館みょうこう）

## 休館日
- くびきの情報館：年中無休
- 四季彩館ひだなん：1月1日
- 四季彩館みょうこう：1月1日（冬季は定休日の設定あり）

## アクセス
- 国道18号（上新バイパス） - 登録路線
- 上信越自動車道新井PA/SIC - ハイウェイオアシス
- 新潟県道428号西野谷新田新井線

## 周辺
- 新井トラックステーション